# 太史五蛇羹

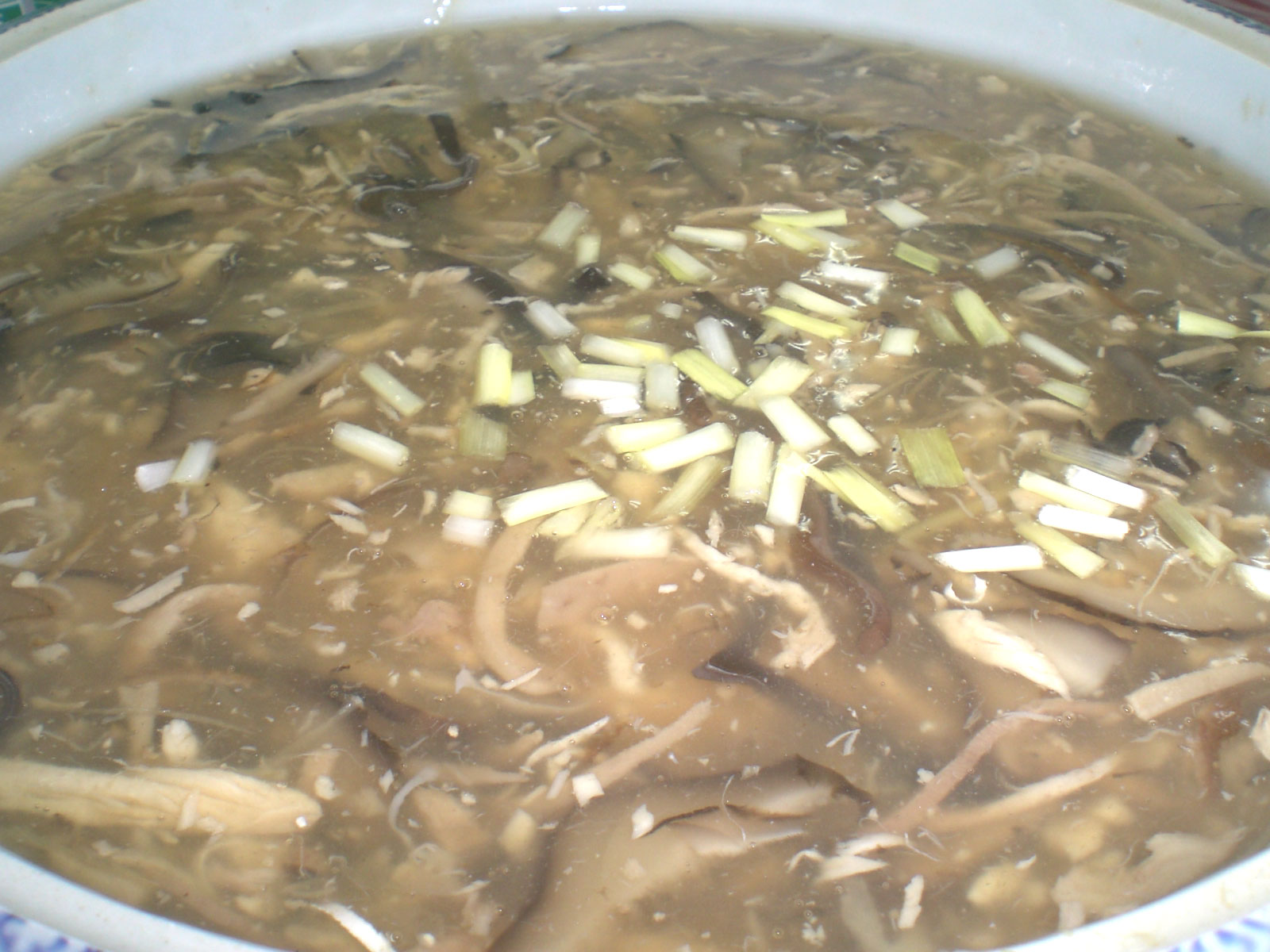
太史五蛇羹通常是蛇宴的主角，是香港美食。

太史五蛇羹，是粵菜的蛇宴菜色之一，由江孔殷發明，江孔殷曾為廣東道台，候補廣東水師提督，辛亥革命後，江孔殷退出政壇改為從商，常於廣州大宅「太史第」宴客，多有來自外省、外國者，遂以蛇羹入饌，以祛南方濕氣、瘴氣。太史五蛇羹以合稱「五蛇」的眼鏡蛇、金腳帶、過樹榕、三索蛇、百花蛇熬成蛇湯，加入水律蛇肉絲、雞肉、鮑魚、木耳、冬菇等煮成羹，吃時加入薄脆、切得極幼細的檸檬葉絲。